# Волохово (Владимирская область)
Волохово — деревня в Александровском муниципальном районе Владимирской области России, входит в состав Следневского сельского поселения.

## География
Село расположено в 18 км на юго-запад от центра поселения деревни Следнево и в 5 км от железнодорожной станции Арсаки на линии Москва — Александров.

## История

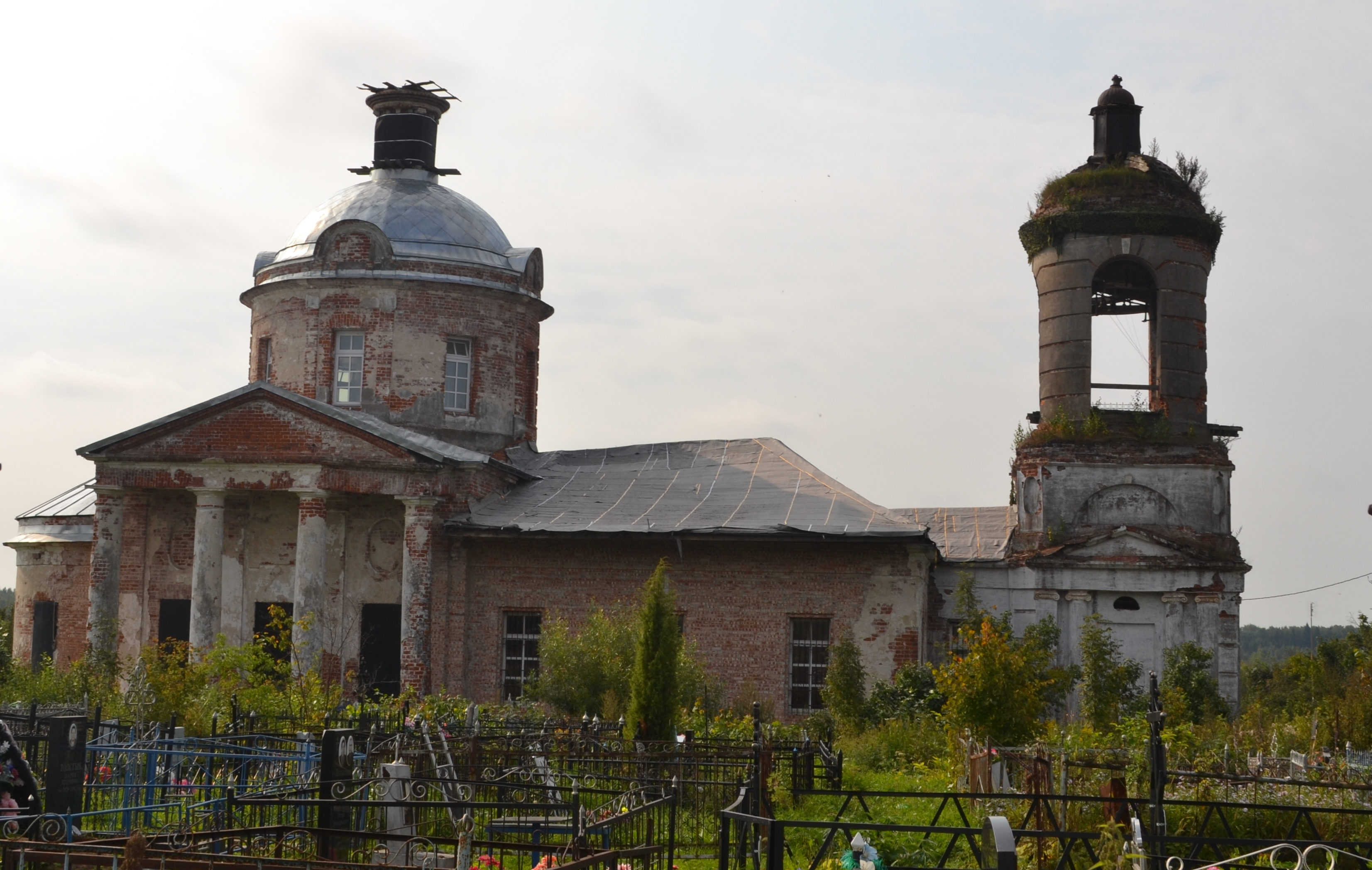
Церковь Бориса и Глеба в 2013 году

Село Волохово, или Борисоглебское (Алешково) известно с XVII века. По местному преданию, здесь стоял монастырь, разоренный в Смутное время. В 1699 году в патриарших окладных книгах записана «церковь в вотчине Ждана Васильева сына Телицина в Переславль-Залесском уезде в Гулятине стану на пустоши, что было сельцо Борисоглебское-Алешково и Волохово тож». Деревянный храм Мучеников благоверных князей Бориса и Глеба освящен в 1700 году. В 1777 году храм был перестроен, главный престол сохранил свое наименование. В 1782 году освящены приделы святителя Алексия митрополита Московского и великомученицы Варвары. В 1805 году на средства помещика А.А. Баскакова и его трех братьев началось строительство ныне существующей каменной церкви Святых благоверных князей Бориса и Глеба. При рытье рвов под фундаменты были найдены могилы, в которых уцелели остатки монашеской одежды. В 1831 году был освящен главный престол. У церкви находится могила историка, краеведа и библиографа Николая Семеновича Стромилова (1842-1895 гг.), а также его отца. В 1930-е годы храм был закрыт, а 1960-е годы частично разрушен. Ещё в конце 1990-х гг. он находился в запустении, однако в последние годы началось его возрождение силами местных жителей.
В XIX и первой четверти XX века село входило в состав Александровской волости Александровского уезда. Население (1859) — 128 чел.
В годы Советской власти до 1998 года деревня входила в состав Арсаковского сельсовета.

## Население
| 1859 | 1905 | 1926 | 2002 | 2010 | 2021 |
| ---- | ---- | ---- | ---- | ---- | ---- |
| 128  | ↗155 | ↗159 | ↘0   | →0   | ↗5   |

## Достопримечательности
В деревня располагается Церковь Бориса и Глеба (1805-1831). В храме проводятся катехизаторские беседы настоятелем отцом Леонидом. Храм развивается, восстанавливается, нуждается в молитвенной и материальной поддержке. При содействии нового попечительского совета в 2014 году был установлен Крест на храм, поставлены дорожные указатели к храму, написан ряд икон, в том числе в центральный придел.